# 豪尔赫·加兰
豪尔赫·恩里克·加兰（Jorge Enrique Galán），出生于阿根廷的医学家，任教于耶鲁大学，主要研究致病性沙门氏菌的行为模式。加兰于1986年毕业于康奈尔大学，后成为耶鲁大学医学院分子医学中心露西尔·P·马基微生物病理学教授。2011年因为某些细菌致病的分子机制获羅伯·柯霍獎。